# S-a pierdut un robot
„S-a pierdut un robot” (în engleză: „Little Lost Robot”) este o povestire științifico-fantastică de Isaac Asimov care a apărut prima dată în numărul din martie 1947 al revistei Astounding Science Fiction. A fost inclusă apoi în diverse colecții de povestiri ca I, Robot (Eu, robotul, 1950), The Complete Robot (1982), Robot Dreams (Vise robotice, 1986) și Robot Visions (Viziuni robotice, 1990).

## Prezentare
La o bază de cercetări militare, cercetătorul Gerald Black își pierde cumpătul și strigă la robotul NS-2 (Nestor) să dispară. Acesta se supune ordinului, ascunzându-se într-o încăpere cu alți 62 de roboți identici din punct de vedere fizic. Pentru a-l depista, Susan Calvin și Peter Bogert creează o conjunctură în care să fie vizibilă mica diferență de programare între Nestor și ceilalți 62 de roboți, aceștia din urmă nefiind obligați de Prima Lege să intervină pentru a salva o ființă umană, dacă pericolul în care se află nu este produs de ei. După câteva încercări, cei doi reușesc să îl demaște pe intrus.

## Adaptări
Povestirea „S-a pierdut un robot” a fost ecranizată de Leo Lehman într-un episod al serialului britanic de televiziune Out of this World de la ABC, găzduit de Boris Karloff, cu Maxine Audley în rolul lui Susan Calvin. Este singurul episod al serialului care a fost păstrat în arhive până în ziua de azi.
Acțiunea filmului Eu, robotul include elemente din povestirea „S-a pierdut un robot”, cu toate acestea, în cea mai mare parte, filmul este o operă originală bazată pe Cele trei legi.

## Legături externe
en  Istoria publicării lucrării S-a pierdut un robot la Internet Speculative Fiction Database

## Vezi și
- 1947 în științifico-fantastic